# Żurawlowka (obwód saratowski)
Żurawlowka (ros. Журавлёвка) – wieś (sieło) w Rosji, w obwodzie saratowskim, w rejonie krasnokuckim. W 2010 liczyła 286 mieszkańców.